# Carrer de Montcada
|  | Per a altres significats, vegeu «carrer Montcada (Tortosa)». |

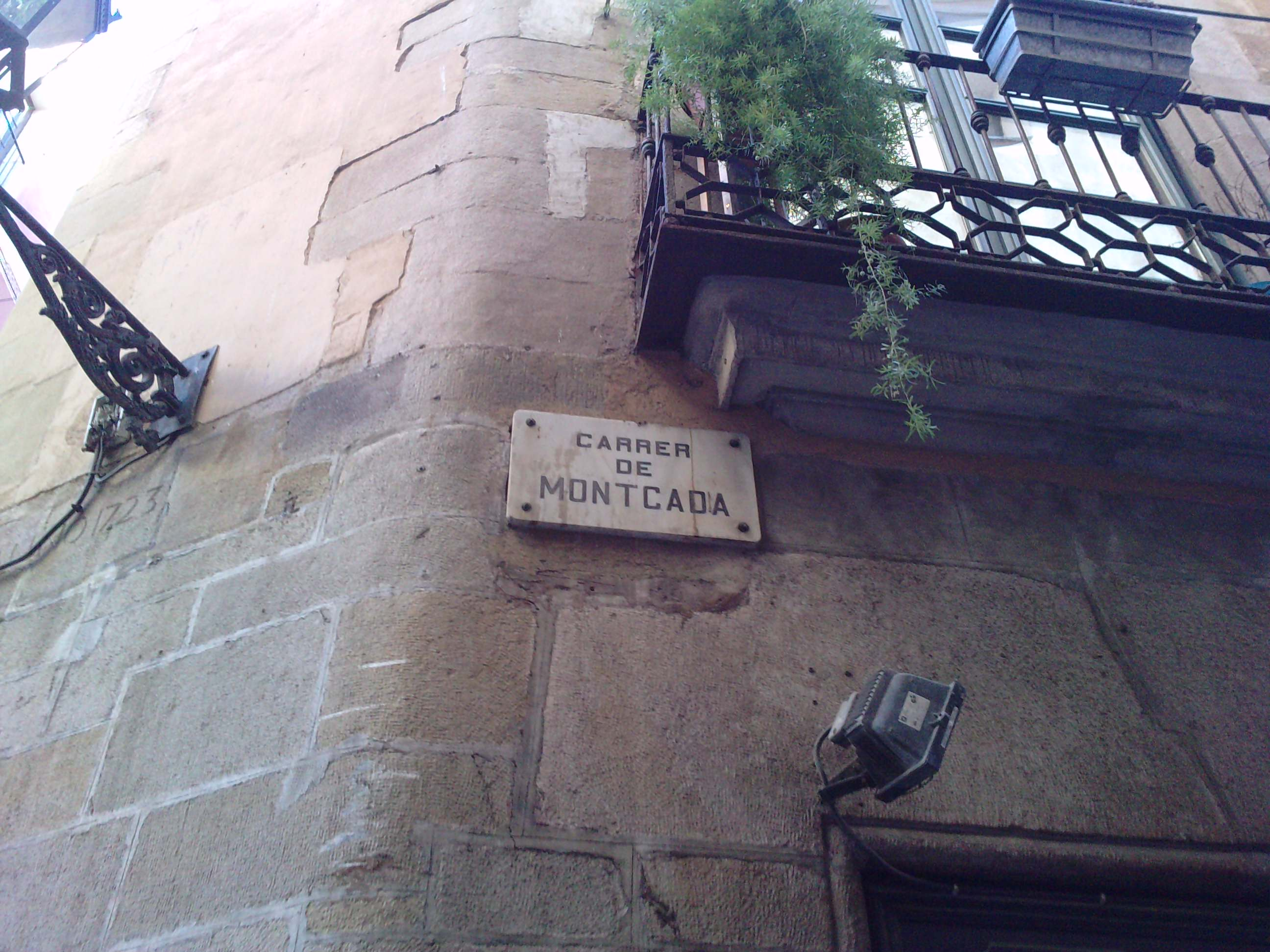
Placa del carrer

El carrer de Montcada és una via de Barcelona que va ser obert a mitjan segle xii per la família Montcada per tal de comunicar els barris de la Bòria i la Vilanova del Mar, que posteriorment s'unirien en el barri de la Ribera. Actualment, aquest carrer constitueix el nucli d'arquitectura civil medieval més important de la ciutat, per la qual cosa ha estat declarat Bé Cultural d'Interès Nacional.

## Història
El carrer de Montcada fou traçat a partir de mitjan segle xii amb la finalitat de comunicar la Bòria amb la Vilanova de la Mar, dos antics ravals inclosos dins la segona muralla de la ciutat en època de Jaume I. Conegut amb el nom actual des del 1283, aquest carrer, més ample i recte que els de la ciutat vella, es va convertir en el centre de la vida senyorial barcelonina dels segles XIV al xviii. Una sèrie de forts terratrèmols el 1428 van esquerdar els murs d'algunes cases del carrer, que van haver de ser restaurades i es va haver d'enderrocar algun dels pisos més alts. Els anys d'esplendor del carrer van ser durant els segles xv i xvi, esdevenint un carrer de caràcter burgès, on es trobaven nobles, aristòcrates i mercaders adinerats i es feien construir grans casals que posteriorment esdevindrien palaus.
La fi de l'expansió marítima i comercial dels catalans per la Mediterrània al segle xvi comportà la decadència gradual del barri de la Ribera, i quan el comerç atlàntic reprengué a finals del segle xviii, el carrer Ample succeí el carrer de Montcada com a centre de la nova burgesia. El procés de decadència del carrer s'accelerà al segle passat amb l'edificació de l'Eixample. Els antics palaus senyorials foren compartimentats i convertits en cases de pisos.
Amb l'obertura del carrer Princesa el 1853, el carrer que començava a la capella romànica de Marcús, del segle xii i finalitzava a la plaça del Born va ser dividit en dos. Durant el segle xviii va començar el declivi del caràcter burgès del carrer. Amb la creació del Mercat del Born el 1874, moltes de les cases i petits palaus del carrer van començar a ser utilitzats com a naus d'emmagatzematge.
El declivi de la zona era tan accelerat que el 1930 es va crear la Societat d'Amics del carrer de Montcada per tal de preservar-lo. Aquesta societat estava formada, entre d'altres, pel Marquès de Villalonga (llavors propietari del Palau Dalmases), Manuel Rocamora i Vidal, Gustau Gili (vivia al carrer Princesa), el doctor Agustí Duran i Sanpere i Adolf Florensa. Amb el naixement d'aquesta societat, el 1947 es va aconseguir declarar el carrer com a conjunt Monumental-Històrico-Artístic per l'Estat espanyol, cosa que va provocar que gradualment l'Ajuntament de Barcelona fos adquirint i restaurant edificis de la zona. La mateixa societat va adquirir-ne alguns edificis, el primer dels quals seria el Palau Aguilar, lloc on el 1963 es va inaugurar el Museu Picasso. Posteriorment, amb les successives ampliacions, aquest va anar ocupant altres palaus del carrer.

## Descripció
El carrer de Montcada, tot i que molt alterat per reformes successives i restauracions recents, constitueix un nucli d'arquitectura civil bàsicament medieval, d'interès i qualitat sense parió a la ciutat de Barcelona. El seu traçat, que comença a la placeta d'en Marcús i que acaba a la placeta de Montcada, fou dividit en dos trams per l'obertura, el 1853, del carrer de la Princesa. És al segon tram on hi ha una concentració pràcticament ininterrompuda de palaus de gran interès arquitectònic:
El Palau del Marquès de Llo (núm. 12), és un edifici del segle xiv, refet al segle xviii, que conserva el magnífic pati gòtic, amb elements renaixentistes a finestres i portes. Actualment estatja el Museu Rocamora d'Indumentària.
El Palau Berenguer d'Aguilar (núm. 15) és des del 1963 seu del Museu Picasso. Tot i que conserva vestigis anteriors, com unes notables pintures murals del segle xiii, al·lusives a la conquesta de Mallorca (avui al MNAC), l'edifici respon bàsicament a la reforma efectuada pel noble Joan Berenguer d'Aguilar al segle xv, probablement sota el mestratge de Marc Safont, i del qual destaca el magnífic pati. Posteriorment ha estat modificat diverses vegades, fins a la seva adequació com a museu (1960-1963). El 1970, el museu fou ampliat amb l'edifici contigu, el Palau del Baró de Castellet (núm. 17), el 1981 amb el Palau Meca (núm. 19), i més recentment, el 1999, amb la Casa Mauri (Barcelona) (núm. 21) i el Palau Finestres (núm. 23).
La Casa Cervelló-Giudice (núm. 25) és un edifici del segle xv, reformat al segle següent, amb una façana d'estructura renaixentista que conjuga encara amb elements decoratius gòtics. A l'interior hi ha un magnífic pati, amb una escala coberta amb arcs rampants. Des del 1974 fins al 2012 va ser seu de la galeria Maeght.
El Palau Dalmases (núm. 20), fou renovat totalment al segle xvii, i només conserva alguns elements anteriors, com la capella d'estil gòtic flamíger del segle xv. L'element més notable és el pati, amb una magnífica escala coberta amb un porxo rampant sobre columnes salomòniques, ornades amb caparrons i garlandes, obra mestra de l'escultura barroca catalana del segle xvii. Va ser la seu d'Òmnium Cultural del 1961 al 2002.